# テリー・サザーン

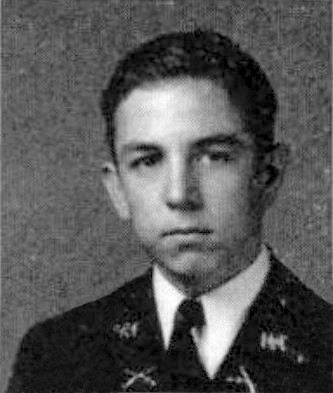
テリー・サザーン

テリー・サザーン（Terry Southern, 1924年5月1日 - 1995年10月29日）は、アメリカ合衆国の作家・脚本家・エッセイスト・大学講師。

## 概要
1950年代には、パリ戦後文学運動の一翼を担い、グリニッチヴィレッジのビート作家に名を連ねた。1960年代には、スウィンギング・ロンドンと呼ばれる文化運動の中心に位置し、1970年代にはハリウッドの古式ゆかしい映画制作スタイルを破壊した一員となった。1980年代には、アメリカ合衆国における最も成功した娯楽番組のひとつ「NBC・サタデー・ナイト・ライブ」の作家として活躍し、一方でニューヨークのいくつかの大学で映画の脚本執筆についての講義を受け持った。

## 主たる業績
サザーンの、広い視野・皮肉・暗くてしばしば不条理という作風は、多くの世代の、比較的インテリな、作家や読者・映画制作者や映画ファンに支持された。1962年には「エスクワイア（Esquire）」誌に『Twirling at Ole Miss』を発表してジャーナリストのトム・ウルフにニュージャーナリズムの素質を評価され（この頃「エスクワイア」は、ジョン・サック、ノーマン・メイラー、ゲイ・タリーズなどのいわゆるニュージャーナリズムの作家を多く起用していた）、『博士の異常な愛情』『シンシナティ・キッド』『イージー・ライダー』の脚本家への道を開いた。彼の『イージー・ライダー』における仕事は、ハリウッドスタイルの映画製作術とは全く異なる独立プロダクションによる映画制作への流れを作り出し、それは1970年代に大きく花開いた。

## 生涯
生まれはテキサス州のアルバラード。南部メソジスト大学に入学するも、陸軍士官として第二次世界大戦に従軍するためにいったん離れ、帰国後はノースウェスタン大学に復帰して、1948年に哲学の学士号を取得。軍隊退役後、フランスのソルボンヌ大学で兵士のための社会復帰プログラムを受けているときに短編小説を執筆、そのうちのひとつ『The Sun and the Still Born Stars』がパリス・レヴューに掲載されたのがデビュー作となった。
1958年には最初の小説『Flash and Filigree』がアンドレ・ダッチによって出版され、すぐに次の作品『ザ・マジック・クリスチャン』が出版された。1960年にはメイソン・ホッフェンベルグと共同で執筆した『キャンディ』が、マックスウェル・ケントン（Maxwell Kenton）名義で、伝説的な出版社オリンピア・プレスより出版された。また、サザーンとビート族詩人のグレゴリー・コルソは、オリンピアの出版者であったモーリス・ジロディアスに、当時はまだ無名だったウィリアム・S・バロウズの小説『Naked Lunch』を売り込むことにも一役買った。1963年には短篇『The Road Out of Axotle』でオー・ヘンリー賞受賞。
1964年、英国俳優のピーター・セラーズの勧めもあって、映画監督のスタンリー・キューブリックがサザーンに『博士の異常な愛情』の脚本への協力を依頼した。キューブリックの初稿は、ピーター・ジョージの小説『Red Alert』に基づいていた。キューブリックとジョージ、そしてサザーンは、『博士の異常な愛情』のクレジットの上では脚本の共同執筆者となっているが、しかし実際は、この暗く風刺的な脚本は、ほとんどサザーンによって書かれたものであった。なお『博士の異常な愛情』の後、サザーンはコメディ映画の企画を探していたキューブリックの為に、ポルノ業界を描いた『Blue Movie』を執筆。結局、この作品は映画化されなかったが、昭和30年代に日本で早川書房が翻訳出版したが、内容が余りにも猥褻過ぎて、同社社長が警視庁でお咎めを受けた。
1960年代の後半、サザーンは映画の脚本を書き続けた。1965年の『ラブド・ワン』『コレクター』、1966年の『シンシナティ・キッド』、1967年の『007 カジノ・ロワイヤル』『バーバレラ』がその作品である。そして1968年、サザーンはデニス・ホッパー、ピーター・フォンダと共同で「イージー・ライダー」の脚本を執筆（この脚本の中で、ジャック・ニコルソンが演じた南部の小さな町の弁護士の役は、もともとはサザーンがリップ・トーンのために書いたものだった）。
1980年代のはじめには、マイケル・ドナヒューが「NBC サタデー・ナイト・ライブ」の構成を依頼した。また、サザーンは、1980年代終わりから、ニューヨーク大学・コロンビア大学で映画脚本についての講座を受け持った。没年は1995年、71歳。彼の最後の作品は『テキサスの夏 Texas Summer』で、それはリチャード・セーヴァーによって1992年に出版された。
2003年4月1日、ニューヨーク公共図書館によって、サザーンの原稿・書簡・写真などをとりまとめて「サザーンのアーカイヴ」の設立が発表された。そのアーカイヴには、ジョージ・プリンプトン（アメリカ人ジャーナリスト・作家・俳優）、アレン・ギーンズバーグ（ビート詩人）、ノーマン・メイラー（ノンフィクション小説作家）、フランク・オハラ（詩人）、ラリー・リヴァーズ（音楽家・俳優・ポップアーティスト）、ウィリアム・スティロン（作家）、V・S・プリチェット（作家・評論家）、ゴア・ヴィダル（作家）、アビー・ホフマン（イッピー活動家）、エドマンド・ウィルソン（作家・評論家）、ジョン・レノン、リンゴ・スター、ローリング・ストーンズなど、そうそうたる面々との交流の記録が含まれている。

## 作品

### 書籍
- 1958年 - Flash and Filigree
  - 稲葉明雄訳「博士の奇妙な冒険」『ブラック・ユーモア選集 4 怪船マジック・クリスチャン号』早川書房、1970年、改訂1976年
- 1958年 - キャンディ Candy (Mason Hoffenberg メイソン・ホッフェンベルグとの共著) - 訳書はリンク先参照
- 1960年 - マジック・クリスチャン The Magic Christian
  - 稲葉明雄訳「怪船マジック・クリスチャン号」『ブラック・ユーモア選集 4 怪船マジック・クリスチャン号』同上
- 1960年 - Writers in Revolt
- 1965年 - Journal of The Loved One（ウィリアム・クラクストン（英語版）との共著）
- 1967年 - Red Dirt Marijuana and Other Tastes　
  - 『レッド・ダート・マリファナ』松永良平訳、国書刊行会〈文学の冒険〉、2004年
- 1970年 - Blue Movie
  - 『ブルー・ムーヴィー』村上博基訳、早川書房、2006年
- 1992年 - Texas Summer
- 1992年 - THE EARLY STONES - The Early Stones: Legendary Photographs of a Band in the Making, 1963-1973
（マイケル・クーパー写真、キース・リチャーズ、ペリー・リチャードスンがコメント）
  - 『ローリング・ストーンズ・イン・アーリー・デイズ』中江昌彦訳、中央アート出版社、1998年

### 脚本
- 1964年 - 博士の異常な愛情　Dr. Strangelove　（スタンリー・キューブリック、ピーター・ジョージとの共同執筆。アカデミー脚本賞ノミネート）
- 1965年 - ラブド・ワン　The Loved One（クリストファー・イシャーウッドとの共同執筆）
- 1965年 - コレクター　The Collector　（ゴーストライターとして）
- 1966年 - シンシナティ・キッド　The Cincinnati Kid（リング・ラードナー・ジュニアの部分）
- 1967年 - バーバレラ　Barbarella
- 1967年 - 007 カジノ・ロワイヤル　Casino Royale
- 1968年 - イージー・ライダー　Easy Rider（アカデミー脚本賞ノミネート）
- 1969年 - End Of The Road
- 1970年 - マジック・クリスチャン　The Magic Christian（ジョゼフ・マクグラス、ピーター・セラーズとの共同執筆）
- 1975年 - Stop Thief!（テレビドラマ。ウィリアム・クラクストンと共同執筆）
- 1986年 - The Telephone（ハリー・ニルソンと共同執筆）

### 出演
- 地球に落ちて来た男　The Man Who Fell to Earth（発射台のジャーナリスト）
- Burroughs（ウィリアム・S・バロウズと）
- コックサッカー・ブルース Cocksucker Blues（ローリングストーンズのドキュメンタリー）

### 関連
- 小林信彦 - 『博士の異常な愛情』『ラヴド・ワン』時代から彼の脚本に注目していた。
- 中原昌也 - 脚本作及び彼の著作含めて、愛好している。サザーンが死去した時は追悼文を書いた。
- レーゼシナリオ